# Теомировићева кућа у Гроцкој
Теомировићева кућа у Гроцкој је подигнута у првој половини 19. века. Представљала је непокретно културно добро као споменик културе. Налази се у Златиборској улици бр. 11 (некада Грочанска улица) у Гроцкој. Кућа је у периоду после 1972. године реновирана и због неодговарајуће употребе нових материјала изгубила је својства због којих је била посебно вреднована као непокретно културно добро.
Кућа припада групи грочанских варошких кућа. Основа је правоугаона, са четири просторије, тремом, истакнутим доксатом и подрумом испод једног дела зграде. Кућа је зидана у бондручној конструкцији. Према старијем извору испуна је била од чатме, док је, према детаљној анализи из 2011. године, испуна била од ћерпича. Покривена је ћерамидним кровом.
По својим типским карактеристикама, Теомировићева кућа је репрезентовала моравску кућу на београдском подручју као један од најбољих примерака.